# Nematocampa angulifera
Nematocampa angulifera är en fjärilsart som beskrevs av Charles Oberthür 1883. Nematocampa angulifera ingår i släktet Nematocampa och familjen mätare. Inga underarter finns listade i Catalogue of Life.